# کلاین‌کارلباخ
کلاینکارلباخ (به آلمانی: Kleinkarlbach) یک شهر در آلمان است که در باد دورکهایم واقع شده‌است. کلاینکارلباخ ۹۱۴ نفر جمعیت دارد.